# 4887 Takihiroi
A 4887 Takihiroi (ideiglenes jelöléssel 1981 EV26) a Naprendszer kisbolygóövében található aszteroida. Schelte J. Bus fedezte fel 1981. március 2-án.